# Roisdorf
Roisdorf (ausgesprochen [ˈroːsdɔrf] mit Dehnungs-i) ist mit über 6000 Einwohnern der zweitgrößte Stadtteil von Bornheim im Rhein-Sieg-Kreis.

## Geographie
Roisdorf liegt in der Kölner Bucht zwischen Vorgebirge und Rhein und stellt den südlichsten Ort im Bornheimer Stadtgebiet dar. Dort grenzt Roisdorf an die Bundesstadt Bonn und an die Gemeinde Alfter. Durch Roisdorf fließt der Bornheimer Bach.

## Geschichte
Eine ausführliche Darstellung der älteren Geschichte Roisdorfs und der Roisdorfer Mineralbrunnen bieten die Heimatfreunde auf ihrer Website. Hier eine Kurzfassung:

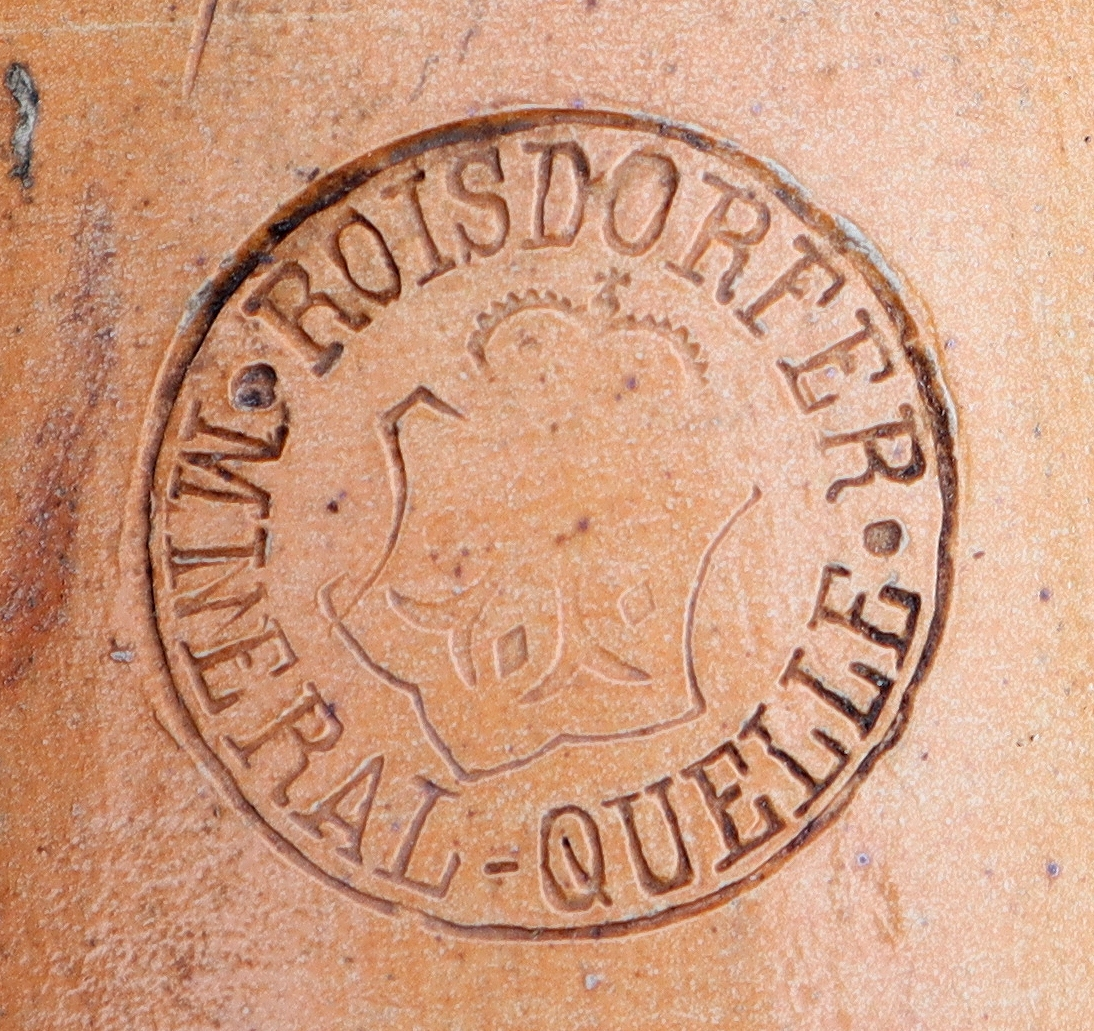
Prägestempel der Roisdorfer Mineral-Quelle auf einer Steingutflasche (um 1900).

Für die Zeit ab etwa dem Jahre 100 ist die Nutzung des heilkräftigen Mineralbrunnens durch Münzfunde bezeugt. Der am Fuße des fruchtbaren Vorgebirges gelegene, von Wein- und Ackerbau geprägte Ort wurde 1113 erstmals urkundlich erwähnt und gehörte bis zur Besetzung durch französische Revolutionstruppen zur Herrlichkeit Alfter.
Bedeutendster Sohn des Ortes ist Paul von Rusdorf, 1422–1441 Hochmeister des Deutschen Ordens.
Durch den im ausgehenden 18. Jahrhundert bestehenden Kurbetrieb am Mineralbrunnen und die Anbindung Roisdorfs an die linke Rheinstrecke der Bonn-Cölner Eisenbahn-Gesellschaft siedelten sich in der zweiten Hälfte des 19. Jahrhunderts im Ort auch Industriebetriebe an.
Nachdem die französische Verwaltung die Alfterer Herrlichkeit aufgelöst hatte, gehörte Roisdorf seit dem Frieden von Lunéville (1801) offiziell zur neu eingerichteten Mairie de Waldorf und, nachdem Preußen die Rheinlande übernommen hatte, zur Bürgermeisterei Waldorf.
Der damalige Brunnenpächter Johann Gerhard von Carnap war gleichzeitig Bürgermeister von Waldorf und Präsident des preußischen Provinziallandtags. Er änderte das Brunnenlogo in „Roisdorf bei Coeln“ und setzte zudem mit Großbuchstaben „RHEIN-PREUSSEN“ hinzu.
Im Jahr 1920 etablierte sich eine für die Region wichtige Obst- und Gemüseversteigerung.
Von 1954 bis 1975 befand sich in Roisdorf (Bonner Straße 6) die Residenz des äthiopischen Botschafters in der Bundesrepublik Deutschland am Regierungssitz Bonn.

## Verkehr

### ÖPNV

#### Deutsche Bahn
Der Bahnhof Roisdorf liegt an der linken Rheinstrecke. Den Bahnhof bedienen die Mittelrheinbahn, die von Köln über Koblenz nach Mainz verkehrt, sowie die Rhein-Wupper-Bahn, die von Wuppertal-Oberbarmen über Solingen und Köln nach Bonn-Mehlem fährt.
| Linie | Linienverlauf | Takt                                                                                     |
| ----- | --- | ---------------------------------------------------------------------------------------- |
| RB 26 | MittelrheinBahn: (Köln/Bonn Flughafen –) (nur im Nachtverkehr) Köln Messe/Deutz – Köln Hbf – Köln West – Köln Süd – Hürth-Kalscheuren – Brühl – Sechtem – Roisdorf – Bonn Hbf – Bonn UN Campus – Bonn-Bad Godesberg – Bonn-Mehlem – Rolandseck – Oberwinter – Remagen – Sinzig (Rhein) – Bad Breisig – Brohl – Namedy – Andernach – Weißenthurm – Mülheim-Kärlich – Koblenz-Lützel – Koblenz Stadtmitte – Koblenz Hbf – Rhens – Spay – Boppard Hbf – Boppard-Bad Salzig – Boppard-Hirzenach – Sankt Goar – Oberwesel – Bacharach – Niederheimbach – Trechtingshausen – Bingen (Rhein) Hbf – Bingen (Rhein) Stadt – Bingen-Gaulsheim – Gau Algesheim – Ingelheim – Heidesheim (Rheinhessen) – Uhlerborn – Budenheim – Mainz-Mombach – Mainz Hbf Stand: Fahrplanwechsel Dezember 2021 | 60 min                                                                                   |
| RB 48 | Rhein-Wupper-Bahn: Wuppertal-Oberbarmen – Wuppertal-Barmen – Wuppertal Hbf – Wuppertal-Vohwinkel – Haan-Gruiten – Haan – Solingen Hbf – Leichlingen – Opladen – Leverkusen-Manfort – Köln-Mülheim – Köln Messe/Deutz – Köln Hbf – Köln West – Köln Süd – Hürth-Kalscheuren – Brühl – Sechtem – Roisdorf – Bonn Hbf – Bonn UN Campus – Bonn-Bad Godesberg – Bonn-Mehlem Stand: Fahrplanwechsel Dezember 2021 | 30 min (W-Oberbarmen–Köln) 30 (HVZ)/60 min (Köln–Bonn Hbf) 60 min (Bonn Hbf–Bonn-Mehlem) |

#### Stadtbahn
Roisdorf West und Bornheim Rathaus sind die beiden Haltepunkte in Roisdorf an der Vorgebirgsbahn der HGK. Die Haltepunkte werden von der Linie 18 der KVB und SWB sowie der Linie 68 der SWB angefahren.
| Linie | Verlauf / Anmerkungen | Takt (Mo–Fr)                          |
| ----- | --- | ------------------------------------- |
| 18    | Thielenbruch – Dellbrück – Holweide – Buchheim – U Bf Mülheim – U Mülheim Wiener Platz – Zoo/Flora – U Reichenspergerplatz – U Ebertplatz – U Breslauer Platz/Hbf – U Dom/Hbf – U Appellhofplatz (Breite Straße) – U Neumarkt – Barbarossaplatz – Eifelwall – Klettenberg – Efferen – Hürth-Hermülheim – Fischenich – Brühl-Vochem – Brühl Mitte – Badorf – Schwadorf – Walberberg – Merten – Waldorf – Dersdorf – Bornheim – Roisdorf West – Alfter – Dransdorf – Bonn West – Bonn Hbf | 20 min                                |
| 68    | Bornheim – Roisdorf West – Alfter – Dransdorf – Bonn West – U Bonn Hbf – U Universität/Markt – U Juridicum – U Bundesrechnungshof/Auswärtiges Amt – U Museum Koenig – U Heussallee/Museumsmeile – Ollenhauerstraße – Olof-Palme-Allee – Robert-Schuman-Platz – Rheinaue – U Ramersdorf | einzelne Fahrten (Mo–Fr an Werktagen) |

#### Buslinien
In Roisdorf verkehren Buslinien des RVK.
| Linie | Betreiber | Verlauf |
| ----- | --------- | --- |
| 842   | RVK       | Sechtem – Bornheim – Roisdorf Bf – Alfter – Bonn-Duisdorf (S) |
| 817   | RVK       | Abends sowie sonn- und feiertags als MiKE: Rheinbach Bf – Oberdrees – Niederdrees – Miel – (Ludendorf –) Ollheim – Mömerzheim – Straßfeld – Heimerzheim – Brenig – Bornheim – Roisdorf Bf – Bonn Tannenbusch |
| 818   | RVK       | Sonn- und feiertags als MiKE: Sechtem Bf – Merten – Rösberg – Hemmerich – Kardorf – Waldorf – Dersdorf – Bornheim – Roisdorf Bf – Hersel                                                                     |
| 882   | RVK       | Roisdorf Bf – Alfter – Olsdorf |

### Straße
In Roisdorf treffen sich die Landesstraßen 118 und 183. Die Landesstraßen 281 und 183n bilden die östliche Ortsumgehung. Außerdem führt die Kreisstraße 5 durch den Ort. Im Abstand von zwei Kilometern zum Ort befindet sich die Ausfahrt Bornheim (Rhld.) der A 555 zwischen Köln und Bonn. In der Nachbargemeinde Alfter verläuft die B 56.

## Sehenswürdigkeiten
|  | Die Wolfsburg (Broicher Hof) am Siefenfeldchen, westlich des „Wohnparks Wolfsburg“, ehemalige Wasserburg, deren Ursprünge (mindestens) in das 15. Jahrhundert reichen. Das Haupthaus stammt aus dem 17. Jahrhundert, die Vorburg aus dem 18. Jahrhundert. Die Anlage gehörte unter anderem den (namensgebenden) von Wolff-Bergheimerdorf und nachfolgend den von Walbott-Bassenheim-Bornheim. Über dem Portal des Haupthauses hängt das Allianzwappen (von Walbott-Bassenheim und von Wolff genannt Metternich zur Gracht). Besitzer im 19. Jahrhundert waren Gerhard von Carnap (der im Anwesen einen Restaurationsbetrieb unterhielt), Heinrich von Wittgenstein und Wilhelm Rech, dessen Familie heute die Wolfsburg besitzt. |
|  | Haus Wittgenstein, eine Villa nahe Ehrental am Hang des Metternichsberges (an der Stelle einer mittelalterlichen Höhenburg derer von Metternich), 1844/45 erbaut von dem Dombaumeister Ernst Friedrich Zwirner für den Kölner Unternehmer Heinrich von Wittgenstein. Mitte der 1950er-Jahre ein Kneipp-Sanatorium (später auch Nervenklinik), von 1984 bis 1995 Tagungshaus der Partei Bündnis 90/Die Grünen (ab 1991 auch Bundesgeschäftsstelle). Seit 1996 Sitz des Bibelseminar Bonn e. V. und des christlichen Hilfswerkes To All Nations e. V. |
|  | Haus Tauwetter am Siefenfeldchen (am Hüsbroich, neben der Wolfschlucht), 1873 erbaut von Wilhelm Graf Mörner, einem schwedischen (später preußischen) Architekten und Maler aus thüringischem Adel. Er verkaufte das Anwesen 1898 an den Freiherrn von Wrede (Düsseldorf). Seit 1983 dient die Villa als Therapiezentrum. Nach Mörner wurde in Roisdorf eine Straße benannt (zwischen Schumacherstraße und Eisenbahnlinie). |
|  | Villa Anna an der Südstraße, errichtet um 1870. Sie beherbergte zeitweise die „Obst- und Gemüsebauschule“ des Landkreises Bonn. Das Eingangstor an der Ecke Annastraße/Schußgasse wurde 2003 restauriert. Vor 1990 führte es auf das (heute parzellierte und bebaute) Areal der Villa, die ca. 170 m weiter oberhalb steht (das Bild wurde von der Annastraße aus fotografiert). |
|  | Torso der alten Sebastiankirche an der Kreuzung Siegesstraße/Siefenfeldchen (heute Glockenturm und Jugendtreff). Das Schiff wurde 1980 abgerissen. Die neoromanische Pfarrkirche war 1874–1876 von Heinrich Nagelschmidt errichtet und durch eine Turmfront 1896/1897 von Johann Adam Rüppel ergänzt worden (die Turm-Chor-Achse verlief – unüblich – von SO nach NW). |
|  | Haus Custor an der Mineralquelle, Brunnenstraße (aus der Schußgasse fotografiert). Die Mineralquelle war schon zur Römerzeit bekannt (Münzfunde). 1774 entdeckte der Medizinstudent Kauhlen (Duisburg) die Heilkraft des Wassers. Im 19. Jahrhundert wurde Roisdorfer Wasser zu einem Exportartikel. Mitte des 19. Jahrhunderts wollte Gerhard Freiherr von Carnap (Elberfeld) Roisdorf zu einem Kurort entwickeln. 1876 pachtete Wilhelm Custor (Köln) die Quelle von denen zu Salm-Reifferscheidt-Dyck (Alfter) und legte die Basis für die Firma Roisdorfer Mineralquellen GmbH & Co. KG. Nach Custor ist eine Roisdorfer Straße benannt (östlich der Eisenbahnlinie).                                                        |
|  | Centralmarkt Roisdorf/Straelen (Hauptadresse: Raiffeisenstraße 10, an der Ostseite des Geländes). Der Centralmarkt Roisdorf wurde 1920 als „Kreis-Obst- und Gemüse-Versteigerung Vorgebirge“ gegründet. Der Neubau an der Raiffeisenstraße stammt aus dem Jahre 1993. Heute (2009) ist der Markt eine Tochtergesellschaft von Landgard. Hier befindet sich auch eins von fünf deutschen Depots der Euro Pool System. |
|  | Der Heimatblick (ehemaliges Hotel, Restaurant, Café) auf dem Vorgebirgskamm (ca. 150 m ü. NHN, ca. 100 m über dem Rhein) an der Grenze zu Alfter, zwischen Brombeer- und Eibenstockweg inmitten von Brombeer-Kulturen, Fernblick in die Kölner Bucht (nach Köln, Bonn und ins Siebengebirge). Der Restaurantbetrieb wurde am 27. September 2009 eingestellt. |

## Schulen
- Sebastian-Schule-Grundschule
- Alexander-von-Humboldt-Gymnasium
- Bibelseminar Bonn (Theologische Ausbildungsstätte)